# Level
LEVEL és una aerolínia catalana propietat del grup IAG. L'aeroport principal és l'Aeroport de Barcelona i el seu propòsit és operar vols intercontinentals de baix cost de Barcelona a diverses destinacions, fonamentalment, d'Amèrica.
La seva flota consta de 7 avions Airbus A330, tots de segona mà i provinents d'altres aerolínies, i espera rebre'n 4 més en els pròxims anys.
El 2020 Level Europe va declarar la fallida per la davallada econòmica generada durant la pandemia, anunciant que deixarà de volar imminentment. El holding IAG, al que pertany, prepararà un ajustament de plantilla.

## Origen
LEVEL és una aerolínia catalana de baix cost amb base a l'Aeroport del Prat. Va néixer amb la intenció de competir amb Norwegian que uns mesos abans havia llançat vols cap als Estats Units des de Barcelona.
L'aerolínia ofereix una àmplia xarxa de connexions europees gràcies al hub de Vueling a Barcelona.
La nova marca d'IAG, Level, disposa de 15 comandants i 28 primers oficials; 15 sobrecàrrecs i 105 auxiliars de vol, tots pertanyents a l'actual plantilla d'Iberia.

## Destinacions
| Destinació                  | Aeroport                                     | Freqüència (estiu 2024) |
| --------------------------- | -------------------------------------------- | ----------------------- |
| Buenos Aires, Argentina     | Aeroport Internacional d'Ezeiza              | 6 vols setmanals        |
| Boston, Estats Units        | Aeroport Internacional Logan                 | Diari                   |
| San Francisco, Estats Units | Aeroport Internacional de San Francisco      | 4 vols setmanals        |
| Nova York, Estats Units     | Aeroport Internacional John F. Kennedy       | Diari                   |
| Miami, Estats Units         | Aeroport internacional de Miami              | 3 vols setmanals        |
| Los Ángeles, Estats Units   | Aeroport Internacional de Los Ángeles        | Diari                   |
| Santiago de Xile, Xile      | Aeroport Internacional Arturo Merino Benítez | 5 vols setmanals        |

## Flota
La flota de LEVEL es compon exclusivament de 6 Airbus A330, els Airbus A320 i A321 seran traspassats a Vueling i els A321 XLR a Iberia:
| Avió            | En servei | Demanats | Opcions | Retirats | Rutes              | Passatgers | Passatgers | Passatgers |
| Avió            | En servei | Demanats | Opcions | Retirats | Rutes              | P          | Y          | Total      |
| --------------- | --------- | -------- | ------- | -------- | ------------------ | ---------- | ---------- | ---------- |
| Airbus A330-200 | 7         | 1        | 0       | 0        | Llarg abast        | 28         | 286        | 314        |
| Airbus A320     | 0         | 0        | 0       | 2        | Curt i mitjà abast | 0          | 180        | 180        |
| Airbus A321     | 0         | 0        | 0       | 4        | Curt i mitjà abast | 0          | 210        | 210        |
| Airbus A321XLR  | 0         | 3        | 0       | 0        | Llarg abast        | -          | -          | -          |